# Cracked Actor (Live Los Angeles ’74)
| Оценки критиков | Оценки критиков |
| Источник        | Оценка          |
| --------------- | --------------- |
| Pitchfork       | 8.0/10          |

Cracked Actor (Live Los Angeles ’74) — концертный альбом британского рок-музыканта Дэвида Боуи, выпущенный лейблом Parlophone в День музыкального магазина — 22 апреля 2017 года. Спродюсированный Боуи и сведённый Тони Висконти, он был записан во время турне Diamond Dogs Tour в сентябре 1974 года. Некоторые материалы из альбома фигурировали в документальном фильме Cracked Actor. 16 июня 2017 года альбом получил более широкий релиз на компакт-диске, силами того же лейбла.
Альбом выпускался на виниле в составе шести пластинок — на последней изображён портрет Боуи. Cracked Actor (Live Los Angeles ’74) заметно отличается от первого концертного альбома Боуи, David Live, записанного во время тех же гастролей. В нем представлен другой, более ориентированный на ритм-энд-блюз, состав музыкантов — в том числе давние соратники музыканта, Эрл Слик и Карлос Аломар, а также бэк-вокалист Лютер Вандросс. В сет-листе концерта фигурирует материал, записанный для альбома The Gouster, который впоследствии переделали в лонгплей Young Americans.
Обозреватель портала Pitchfork Крис Рэндл писал: «Услышав ударные […] вы можете ощутить, насколько сложным был ритм в „1984“, их грув извивается по кругу, обволакивая каждый новый элемент. Боуи провел середину 1970-х, одержимый властью, используя её все более и более глубоким тембр, пока окончательно не лишился эмоций: баллада, спетая вампиром. Альбом демонстрирует, что он уже начал использовать, присущую ему в этом десятилетии, фразировку, чтобы „завести“ аудиторию».

## Список композиций
Все песни написаны Дэвидом Боуи, за исключением отмеченных.
1. «Introduction» — 1:47
2. «1984» — 2:55
3. «Rebel Rebel» — 2:31
4. «Moonage Daydream» — 5:17
5. «Sweet Thing / Candidate / Sweet Thing (Reprise)» — 7:41
6. «Changes» — 3:47
7. «Suffragette City» — 3:49
8. «Aladdin Sane» — 5:01
9. «All the Young Dudes» — 4:09
10. «Cracked Actor» — 3:20
11. «Rock ’n’ Roll with Me» (Боуи, Уоррен Пис) — 4:54
12. «Knock On Wood» (Стив Кроппер, Эдди Флойд) — 3:16
13. «It’s Gonna Be Me» — 7:11
14. «Space Oddity» — 5:23
15. «Future Legend/Diamond Dogs» — 6:58
16. «Big Brother/Chant Of The Ever-Circling Skeletal Family» — 4:05
17. «Time» — 5:44
18. «The Jean Genie» — 5:45
19. «Rock ’n’ Roll Suicide» — 5:10
20. «John, I’m Only Dancing (Again)» — 8:41

## Участники записи
| - Дэвид Боуи — ведущий вокал - Эрл Слик — гитара - Карлос Аломар — ритм-гитара - Майк Гарсон — фортепиано, меллотрон - Дэвид Сэнборн — альтовый саксофон, флейта - Ричард Грандо — баритоновый саксофон, флейта - Дуг Раух — бас-гитара - Грег Эррико — ударные | - Пабло Розарио — перкуссия - Ги Андрисано — бэк-вокал - Уоррен Пис — бэк-вокал - Ава Черри — бэк-вокал - Робин Кларк — бэк-вокал - Энтони Хинтон — бэк-вокал - Дайан Самлер — бэк-вокал - Лютер Вандросс — бэк-вокал |  |

## Чарты
| Чарт (2017)                       | Высшая позиция |
| --------------------------------- | -------------- |
| Австрия (Ö3 Austria)              | 73             |
| Бельгия/Фландрия (Ultratop)       | 50             |
| Бельгия/Валлония (Ultratop)       | 83             |
| Нидерланды (Album Top 100)        | 49             |
| Франция (SNEP)                    | 191            |
| Германия (Offizielle Top 100)     | 88             |
| Ирландия (IRMA)                   | 19             |
| Италия (Classifica album)         | 51             |
| Шотландия (Scottish Albums Chart) | 11             |
| Испания (PROMUSICAE)              | 95             |
| Великобритания (UK Albums Chart)  | 20             |